# Илија III Јерусалимски
Патријарх Илија III је био патријарх Јерусалима од око 879. до 907. године.
Према аналима Евтихија Александријског, био је потомак породице Мансура ибн Сарџуна, деде Јована Дамаскина.
Постоје докази да је послао циркуларно писмо европским владарима тражећи финансијску помоћ за обнову цркава у његовој епархији. Један од њих примио је каролиншки цар Карло Дебели 881. године, а други је вероватно послао краљу Алфреду Великом. Према Асеру, Илија се дописивао са Алфредом и слао му поклоне, а медицински текст на староенглеском садржи информације о лековима за Алфредову болест коју му је послао Илија.
Према Евтихију, он је постављен у десетој години владавине абасидског халифе ал-Мутамида (р. 870–892), и остао је на том месту до своје смрти, укупно 22 године.